# Waro (Unternehmen)
Waro war ein Schweizer Detailhandelsunternehmen mit Sitz in Volketswil. Es wurde 1969 durch Hans Rudolf Stahel gegründet, gehörte ab 1971 der Usego, ab 1993 der Rast Holding, und wurde schliesslich 2003 durch die schweizerische Coop übernommen.

## Geschichte
1969 gründete Hans Rudolf Stahel eine neue Detailhandelskette, die nach US-amerikanischem Vorbild auf grossflächigen Supermärkten basieren sollte. Im ersten Jahr wurden drei Märkte eröffnet, einer davon in Volketswil.
1971 verkaufte Stahel die Kette an die Usego. Nach seinem Abgang gründete er das Baumarktunternehmen Jumbo.
Ab Mitte der 1980er-Jahre versuchten die Mehrheitsaktionäre der Usego-Trimerco Holding (UTH), Karl Schweri und Beat Curti, diese als drittgrösstes Detailhandelsunternehmen nach Migros und Coop zu positionieren. Nachdem dies nicht gelungen war, wurde die Waro im Winter 1993/1994 wieder aus der Usego herausgelöst und in Schweris Rast Holding überführt.
Da die Synergien mit Denner begrenzt waren, beschloss die Rast Holding um die Jahrtausendwende, Waro wieder abzustossen. 2003 wurde das Unternehmen an Coop verkauft, nachdem vier Jahre zuvor die Übernahme durch Carrefour Schweiz gescheitert war. Nach der Übernahme wurden 22 der 28 Standorte in Coop-Supermärkte umgewandelt. Die restlichen Standorte wurden geschlossen oder zu Fachmärkten (Toptip und Interdiscount) umgebaut.

## Standorte und Liegenschaften

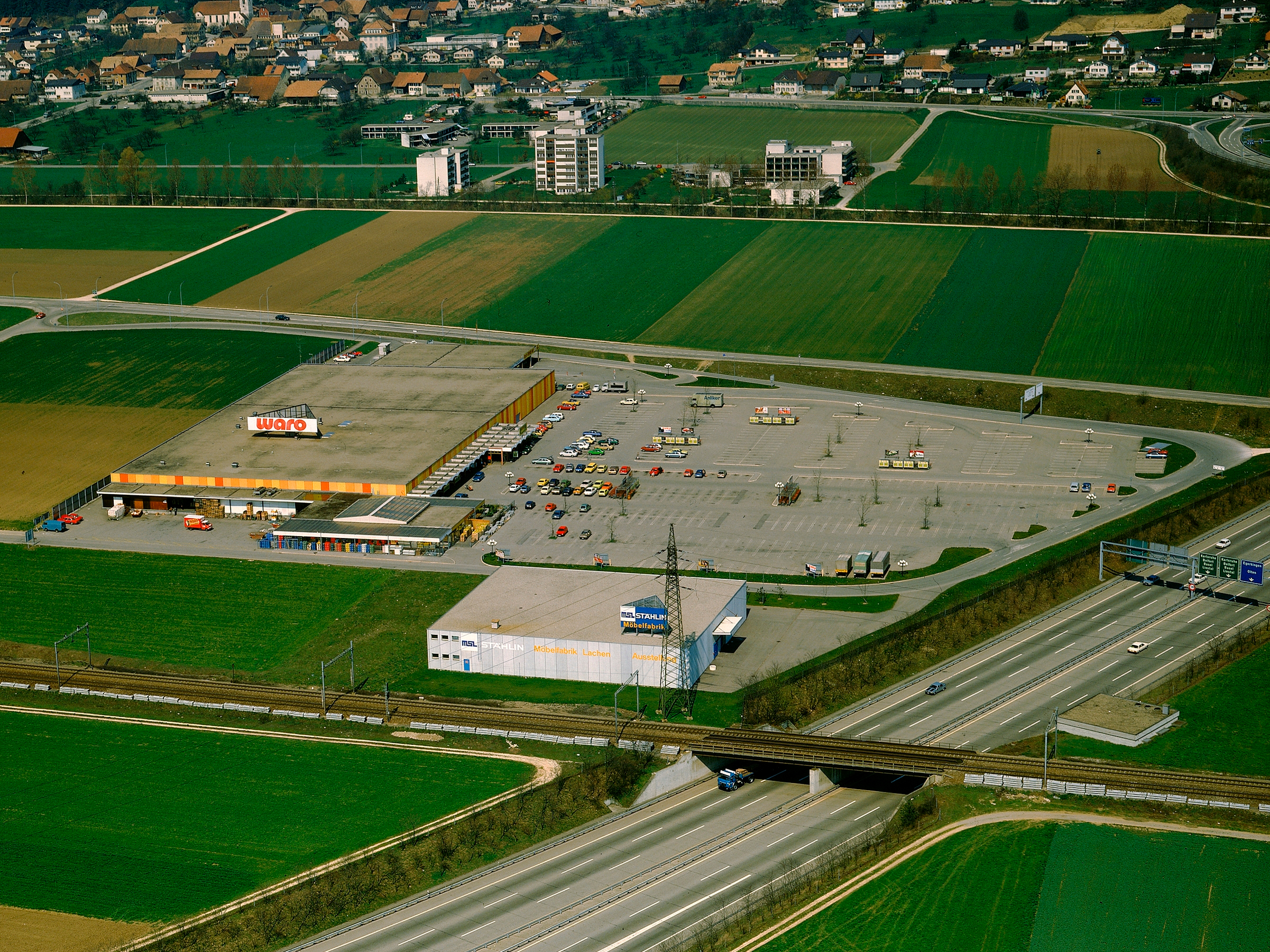
Waro in Egerkingen (1980)

Als Grossmärkte konzipiert prägten die Flachbauten der Waro-Standorte oftmals unbebautes Land an Hauptverkehrsachsen, das zu Industrie- und Gewerbegebieten entwickelt wurde. Analog zu den von Victor Gruen geprägten, ersten Schweizer Einkaufszentren dieser Zeit, wurden aus Kostengründen offene Parkplatzareale bevorzugt, nach Möglichkeit mit einer Tankstelle, und oftmals nur dürftig mit öffentlichen Verkehrsmitteln erschlossen. Mit dem Verkauf an Coop wurden in der Regel auch die Liegenschaften übertragen und zu einfachen Einkaufszentren ausgebaut.
Die 1969 fertiggestellte Liegenschaft im Industriegebiet des Volketswiler Ortsteils Zimikon, mit dem benachbarten Betriebsgebäude der Cerberus samt integriertem Möbelzentrum, gehörte zu den ersten Liegenschaften. In späteren Jahren wurde der Flachbau durch einen dreigeschossigen Kopfbau und ein Parkdeck ergänzt; die zugehörige Tankstelle wurde 1997 fertiggestellt. Da Coop mit dem benachbarten, 1984 eröffneten Volkiland über ein eigenes Einkaufszentrum verfügte, zog nach einer Übergangsphase als Coop-Supermarkt der hauseigene Möbelfachmarkt Top Tip in die Waro-Liegenschaft. Im Sommer 2012 wurde der Leichtbau durch massiven Hagelschlag schwer beschädigt. Mit Filialen in Dietlikon und Dübendorf wurde auf eine Instandsetzung verzichtet, und auch die Fust-Filiale im November geschlossen; seitens der Immobiliensparte von Coop wurde die Liegenschaft als abbruchreif eingestuft und ein Verkauf angestrebt. Über acht Jahre später gelangte die aufgegebene Liegenschaft aufgrund einer entarteten, illegalen Neujahrsparty 2021 in den medialen Fokus. Im vierten Quartal 2021 wurde mit dem Rückbau begonnen, bis 2025 soll auf dem Grundstück ein Paketzentrum entstehen.
Die zweite Waro wurde 1970 im thurgauischen Rickenbach, an der Grenze zum sanktgallischen Wil, eröffnet. Mit der Übernahme wurde aus der Liegenschaft das Coop-Einkaufszentrum Breite. Von März 2020 bis Ende August 2021 wurde das Zentrum einer der Totalsanierung für rund 36 Millionen Franken unterzogen und das Gebäude um 12 Meter in Richtung Parkplatz vergrössert, zugunsten des Coop-Supermarkts im Megastore-Format und des Coop-Restaurants. Neben einer Coop Vitality Apotheke und dem konzerneigenen Elektrofachmarkt Fust sind Filialen von Manor und Dosenbach eingemietet.
Im März 1971 wurde der Standort in Bachenbülach, direkt an der Grenze zu Bülach, eröffnet, ebenfalls eine der ersten Liegenschaften des späteren Gewerbegebiets. Bei der Übernahme belegte Coop zwei Grundstücke weiter das 1989 fertiggestellte Zentrum Parkallee; anders als in Volketswil wurde der Waro-Standort umgebaut und darin im Juni 2004 der zweite Megastore-Supermarkt sowie das Coop-Restaurant eröffnet, während der vormalige Standort für Top Tip umgebaut wurde. Im Januar 2022 wurde mit dem Ersatzneubau der Waro-Liegenschaft begonnen, der 2024 fertiggestellt werden soll.
Der Standort in Egerkingen wurde im Oktober 1972 eröffnet, unmittelbar beim Anschluss der Nationalstrasse N2 und auf der sprichwörtlichen grünen Wiese zwischen der Dünnern und der Gäubahn. Erst 1996 wurde auf Initiative von Georg Hein direkt angrenzend der Bau des Einkaufszentrums Gäupark angestossen, das am 24. Februar 2000 eröffnet wurde; die Waro-Liegenschaft wurde dabei zum Gäupark Ost, der 2003 von Coop übernommen wurde. Gäupark Nord und der 2004 eröffnete Gäupark Süd wurden 2008 von der Migros Aare übernommen.